# Filomeno Pedro Cabral Fernandes
Filomeno Pedro Cabral Fernandes (* 3. Mai 1955 in Dili, Portugiesisch-Timor; † 21. April 2020 in Dili, Osttimor), Kampfname Manu Meno, war ein osttimoresischer Lokalpolitiker, Fußballspieler und Fußballfunktionär.
Fernandes war während der portugiesischen Kolonialzeit Spieler von Sport Dili e Benfica, obwohl sein Onkel die Vereine Clubo União und Clubo Morçegos mitbegründete. Der Onkel, Filomeno und sein Vater Joaquim Jacob dos Reis Fernandes waren in Folge des Bürgerkriegs ab 1975 politische Gefangene der FRETILIN. Während Filomeno Unterstützer der UDT war, gehörte sein Vater zu den Führern der APODETI. 1975 wurden sie Zeuge des Massakers der FRETILIN an 22 Gefangenen in Aileu. Im Laufe der indonesischen Invasion wurden die Fernandes von der FRETILIN mehrfach verlegt, bis sie 1977 in Quelicai freikamen. Filomeno kam in die Dienste des Informationsdienstes der Provinz Timor Timur (Dinas Penerangan Propinsi Timor Timur) und spielte in Dili weiter Fußball.
1980 wurde Fernandes Liurai von Uma Caduac. Nach zehn Jahren gab er das Amt auf und wurde Mitglied der Regionale Volksvertreterversammlung (Dewan Perwakilan Rakyat Daerah, DPRD) von Manatuto. Seit 1980 unterstützte Fernandes aber insgeheim auch den Widerstand gegen die Indonesier.
Fernandes gilt als einer der Gründer der Federação Futebol Timor-Leste (FFTL) 2000, deren erster Vizepräsident er wurde. Außerdem war er Berater des Staatssekretariats für Jugend und Sport. Daneben war er an der Gründung des Vereins Sport Laulara e Benfica und der Liga Futebol Amadora (LFA) 2015 beteiligt.
2001 kandidierte Fernandes erfolglos auf Platz 67 der Partido Democrático (PD).
Fernandes lebte zuletzt in Dilis Stadtteil Mascarenhas. Er starb im Alter von 65 Jahren im Hospital Nacional Guido Valadares (HNGV) und wurde am Folgetag auf dem Friedhof von Becusi beerdigt.